# Euryproctus niger
Euryproctus niger là một loài tò vò trong họ Ichneumonidae.